# Christine Nairn
Christine Marie Nairn (Annapolis, Maryland, Estados Unidos; 25 de septiembre de 1990) es una futbolista estadounidense. Juega de mediocampista para el Houston Dash de la National Women's Soccer League (NWSL) de Estados Unidos.
En 2019, el Orlando Pride cedió el pase de Nairn al Houston Dash a cambio de unos turnos en el draft universitario de la NWSL.

## Estadísticas

### Clubes
| Club                         | País           | Año             |
| ---------------------------- | -------------- | --------------- |
| Washington Freedom           | Estados Unidos | 2009            |
| D.C. United Women            | Estados Unidos | 2011            |
| ASA Chesapeake Charge        | Estados Unidos | 2012            |
| Seattle Reign FC             | Estados Unidos | 2013            |
| Washington Spirit            | Estados Unidos | 2014 - 2016     |
| Melbourne Victory (préstamo) | Australia      | 2014 - 2019     |
| Seattle Reign FC             | Estados Unidos | 2017            |
| Orlando Pride                | Estados Unidos | 2018            |
| Houston Dash                 | Estados Unidos | 2019 - presente |

## Distinciones
- Medalla Julie Dolan a la mejor jugadora de la W-League: 2018-19

## Vida personal
En 2017, Nairn se declaró lesbiana en su blog personal, "Finding my Euphoria".